# Kanton Longuenesse
Kanton Longuenesse (francouzsky Canton de Longuenesse) je francouzský kanton v departementu Pas-de-Calais v regionu Hauts-de-France. Tvoří ho sedm obcí. Zřízen byl v roce 2015.

## Obce kantonu
- Arques
- Blendecques
- Campagne-lès-Wardrecques
- Hallines
- Helfaut
- Longuenesse
- Wizernes